# کی بومن
 کی بومن (انگلیسی: Kea Bouman؛ زاده ۲۳ نوامبر ۱۹۰۳ – درگذشته ۱۷ نوامبر ۱۹۹۸) یک تنیس‌باز اهل هلند بود.